# У камина (фильм)
«У камина» (1917) — художественный немой фильм Петра Чардынина. Премьера фильма состоялась в Харькове 15 марта 1917 года. Невероятный успех у зрителей того времени побудил режиссёра поставить продолжение — «Позабудь про камин…». Фильм не сохранился.

## Сюжет
Тема этого фильма навеяна популярным в те годы романсом «Ты сидишь у камина и смотришь с тоской, как в камине огни догорают…», сюжет частично заимствован из повести Александра Дружинина «Полинька Сакс», написанной в 1840-х годах. 
В основе сюжета — традиционный любовный треугольник.

Сюжет сводился к истории рокового любовного треугольника, где каждый из участников играл свою уже стереотипную роль: доверчивый трудолюбивый муж, незащищённая от житейских невзгод слабовольная жена, удачливый обольститель (В. Полонский, В. Холодная, В. Максимов)… Трагический финал…

Красавица Лидия Ланина (её роль исполняет Вера Холодная) и её муж (его роль исполняет Витольд Полонский) счастливы в браке. Лидия часто поёт, а муж слушает её, сидя у камина.
Во время званого ужина Лидия садится к роялю и поёт романс. В разгар вечера приходит распоряжение, согласно которому Ланину следует отбыть в командировку. Гости постепенно расходятся, остаётся лишь безумно влюблённый в Лидию красавец князь (актёр Владимир Максимов) — давний друг дома. Князь пылко объясняется ей в любви и в порыве страсти пытается овладеть ею. Лидии c трудом удаётся вырваться из его объятий.
Князь чувствует себя виноватым и готов покончить с собой. Лидии становится жалко его. Она соглашается на одно свидание и из-за сиюминутной слабости изменяет своему мужу. После возвращения мужа она во всём признаётся ему. Муж потрясён и соглашается дать развод. После этого страдают все трое. Героиня фильма мучается от стыда и разлуки с мужем. Будучи не в силах простить себе страдания мужа, она уходит из жизни. Полные скорби бывшие соперники встречаются у её гроба, но между ними нет вражды и они винят только себя.
В начале и в конце фильма был эпизод с постаревшим героем, который сидит у камина — отсюда название фильма — и глядит на тлеющие угли, вспоминая историю своего утраченного счастья.

## Прокат и критика
Фильм имел огромный успех у зрителей. В московском «Кине-журнале» (1917, № 11—16) было написано о фильме «У камина»: «…Как на исключительное в кинематографии явление, следует указать, что в Одессе картина демонстрировалась непрерывно в продолжении 90 дней, а в Харькове — 72 дня, причём крупнейший в Харькове театр „Ампир“ четыре раза возобновлял постановку её, и всё время были „шаляпинские“ очереди». В «Киногазете» (1918, №2, c. 6) так описывался ажиотаж вокруг фильма в Харькове: 

«...Ещё  задолго  до  начала  сеансов  образовалась  колоссальная  очередь.  У  кассы  творилось  нечто  невероятное. Конечно,  не  все  жаждущие  попасть  в  театр  были  удовлетворены  билетами,  и  на  улице  оставалась  громадная толпа,  очень  буйно  настроенная  и  требовавшая,  чтобы  её пустили  в  театр...  Недовольные  зрители,  жаждущие „зрелища“,  разгромили  все  витрины  у  театра,  сорвали  афиши, фотографии  и,  только  так  „ярко“  выразив  своё  неудовольствие,  разошлись  по  домам».
Критика была к фильму строга, хотя и не пыталась умалять его достоинств. В частности, журнал «Проектор» (в то время печатался под названием «Проэктор») писал: 

«Основная идея драмы не оригинальна и не нова... Красивое и поэтическое воплощение позволяет мириться с ординарностью сюжета... Богата и изысканна постановка, но в интересах большей жизненности казалось бы не лишним местами её несколько упростить».

Рецензент «Кине-журнала» восторженно оценил игру Веры Холодной:

«… В. В. Холодная выдержала искус: в огне экранной любви закалилась. Образ героини, любящей и жертвующей собой, просто и искренне передается артисткой. Лирические переживания гармонируют с её трогательным образом. Без резких движений, шероховатостей… артистка показала, что она может чутко и искренне передавать образ любящей».

В советское время фильм считался «одним из характернейших предреволюционных салонных упадочнических фильмов».
Известный советский историк кино С. С. Гинзбург считал, что фильм привлекал внимание зрителей следующим:

Во-первых, тем, что «элегическая грусть» (выражение современной критики), которая его пронизывала, отвлекала зрителей от действительности — суровой, жестокой и трагической, отнюдь не дающей поводов для сентиментальных излияний. Во-вторых, тем, что весь он был пронизан фатализмом и предощущением несчастья. "Человек не волен решать свою судьбу, — говорил фильм, — он игрушка в руках обстоятельств, жертва тёмных чувств. Эта идея фильма служила оправданием бессилия и неуверенности, охвативших буржуазную публику. 
Кинооператор и кинорежиссёр Ю. А. Желябужский считал, что Пётр Чардынин превосходно владел операторской профессией и «снял самостоятельно такой, например, выдающийся с фотографической точки зрения фильм, как „У камина“».
Киновед И. В. Беленький отмечал, что фильм выразил своё время:

События фильма обрамлял эпизод (то есть с него фильм начинался и им же заканчивался, где постаревший и поседевший Панин [Ланин], сидя у камина — отсюда название фильма — и глядя на тлеющие угли, вспоминал историю своего утраченного счастья. Это ощущение утраченного счастья как нельзя лучше соответствовало той обстановке, что сложилась в российском обществе после февральской революции 1917 года и отречения царя. Растерянность, бессилие изменить ход событий, неуверенность в будущем, тоскливые воспоминания о минувшей стабильной и благополучной жизни — вот что выразил этот фильм.
Киновед и историк кино И. Гращенкова отметила, что продюсер Харитонов почувствовал и угадал один из главных секретов русской киномании. Им была «особая любовь к „королеве“ и „королю“ экрана — близкая к обожествлению, мистическая, окутанная тайной, исполненная нежного почтения, околдовавшая душу».

Такие харитоновские фильмы как «У камина», «Позабудь про камин», «Молчи, грусть… молчи» месяцами не сходили с экранов. Был преодолен «комплекс новизны», один из основных движителей репертуара, рассчитанного на однократный просмотр. Утверждался противоположный, когда репертуар держался на многократных просмотрах фильма зрителем…. 
Историк и культуролог Вера Устюгова отмечала:

Слава Веры Холодной достигла своего зенита в 1917 г. <…> Д. Харитонов и П. Чардынин, законтрактовав почти всех ведущих звёзд русского кино, запустили целую серию сентиментальных мелодрам, с одними и теми же героями и аналогичными сюжетами, но там были все любимые короли экрана и душераздирающая страсть вокруг одной королевы. Вот тогда на престол и взошла В. Холодная, а выпущенная с ней серия кинороманов («У камина», «Позабудь про камин», «Молчи, грусть, молчи») со всеми штампами былого кино, словно последние аккорды, как никакие другие киноленты, отвечали чаяниям уже не существующей мещанской России.
Фильм был снят с проката только в 1924 году — и то по решению Главрепеткома.